# 佩兰 (植物)
佩兰（学名：Eupatorium fortunei），又名蘭草，是菊科泽兰属的植物。分布在日本以及中国大陆的广东、贵州、湖北、浙江、广西、陕西、湖南、江西、四川、山东、江苏、云南等地，生长于海拔450米至2,000米的地区，常生长在路边灌丛或山沟路旁。
佩蘭可做漢醫藥材；易與另一種漢醫藥材澤蘭搞混，後者為唇形科地瓜兒苗一類植物。

## 外部連結
- 佩蘭 Peilian （页面存档备份，存于） 藥用植物圖像數據庫 (香港浸會大學中醫藥學院) （中文）（英文）
- 佩蘭 中藥材圖像數據庫  (香港浸會大學中醫藥學院) （中文）（英文）
- 佩蘭 Pei Lan （页面存档备份，存于） 中藥標本數據庫 (香港浸會大學中醫藥學院) （繁體中文）（英文）